# Берг Петро Іванович
Петро Іванович Берг (1749—1813) — російський державний діяч, дійсний статський радник, Катеринославський, Подільський і Могильовський губернатор. Перекладач і поет.

## Біографія
Народився в Ліфляндії в дворянській родині. Лютеранського віросповідання.
У 1768—1772 навчався в Московському університеті. З 22 квітня 1772 р., «за ревність і старанність у службі» був переведений перекладачем до Ревізіон-колегії.
1777 — отримав чин колезького секретаря і був прикріплений до «директорських справ».
1778 — за указом Катерини II  утворено Володимирське, в 1779 — Тамбовське, а в 1780 — Пензенське намісництво. Першим володимирським, пензенським і тамбовським намісником і генерал-губернатором став Р. І. Воронцов. У 1778 Берга призначено ад'ютантом до Р. І. Воронцова, і він виконував при цьому обов'язки управителя канцелярії при установі цих губерній. Виселення його зі столиці та переведення у Володимир пов'язані, ймовірно, з тим, що він потрапив під слідство за звинуваченнями у приписці, хоча вина Берга не була доведена.
У вересні 1780 р. призначений у Володимирську цивільну палату, де користувався протекцією Р. В. Воронцова, з 2 травня 1791 — голова Цивільної палати. Крім того, був головним комісаром Комісії по розмежуванню Володимирської та сусідніх з нею губерній, вів слідство про зловживання чиновників при рекрутських наборах.
17 травня 1798 набув чину статського радника.
У 1802 р. призначений віце-губернатором Литовсько-Гродненської (Гродненської) губернії.
Від 1804 — катеринославський губернатор, з підвищенням до чину дійсного статського радника.
У 1808 — цивільний губернатор Подільської губернії.
1809—1812 р.р. перебував на посту могилівського цивільного губернатора.

## Нагороди
- Орден Святої Анни II ступеня
- Орден Святого Володимира IV ступеня.

## Творча діяльність
Автор двох віршованих од: «Його Імператорської Величності Олександра I-му на випадок нововиданих Всевысочайших милостивих маніфестів» (1801) і "Почуття росіянина при коронації Імператора Олександра І (1801).
Переклав з французької роман Фильдинга «Амалія» (СПб., 1772—1785 рр.).
Губернатором писав також музичні канти. Так, після освячення 1805 року будинку нововідкритої Катеринославської гімназії хор півчих з хором музики виконали кант, створений з цієї нагоди губернатором П. Бергом. Після сніданку в гімназіяльному будинку губернатор влаштував для гостей парадний обід, під час якого при тостах за здоров'я августійшого дому «співані були пристойні канти».